# Gotszalk z Fuldy
Gotszalk z Fuldy (niem. Gottschalk, łac. Godescalc, Gotteschalchus; znany także jako Gotszalk z Orbais lub Gotszalk z Saksonii) (ur. ok. 808, zm. między 866 a 869) – teolog i poeta chrześcijański epoki karolińskiej.
Pochodził prawdopodobnie z Orbais-l’Abbaye koło Moguncji. Został oddany przez rodziców na wychowanie do opactwa w Fuldzie. Był uczniem Hrabana Maura, w późniejszym zaś czasie – jego przeciwnikiem w kwestiach teologicznych. W historii literatury zapisał się jako autor wielu „gorących i szczerych” pieśni pokutnych. Jego poezje stanowią najczęściej żałobne wezwania do Chrystusa z prośbą o litość nad ciemnością duszy, często pojawia się w nich motyw lamentującego wygnańca oraz kochanka wznoszącego serenadę do Boga. Pieśni te stawiane są w szeregu najdoskonalszych utworów poetyckich swoich czasów. Zdaniem wielu historyków filozofii, w swoich pracach scholastycznych Gotszalk z Fuldy objawił „żywy umysł, śmiało wchodzący w najtrudniejsze tajemnice wiary”, stając się jednocześnie jedną z najtragiczniejszych postaci niemieckiego średniowiecza; pomimo iż miał wielu zwolenników dla swoich teologicznych twierdzeń, został wychłostany, wygnany i uznany za heretyka.

## Życie
Oddany jako dziecko do klasztoru w Fuldzie został uczniem Hrabana Maura, który następnie stał się jego głównym przeciwnikiem w kwestiach doktrynalnych. W czasie nauki zawarł znajomość z Walafridem Strabo i Sevratusem Lupusem z Ferrières. Gotszalk uciekł z klasztoru i osiadł w klasztorze Orbais w Soissons w gdzie studiował pisma Augustyna z Hippony i dogłębnie przyswoił sobie jego doktrynę predestynacji. Przed rokiem 840 opuścił Orbais, podróżował po Italii i Dalmacji i Panonii. W tym czasie jego poglądy na doktrynę predestynacji budziły ostry sprzeciw, zwłaszcza ze strony Hrabana Maura, podówczas arcybiskupa Moguncji. Gotszalk tworzył poezje i traktaty teologiczne w których zawarł treści dalekie od ortodoksji, m.in. w kwestiach takich jak nauka o predestynacji, Trójcy Świętej i Eucharystii.
W roku 848 na synodzie w Moguncji został oskarżony o herezję, pobity i zmuszony przysiąc, że więcej nie wjedzie na terytorium władane przez Ludwika Niemieckiego i zmuszony do powrotu do opactwa Orbais. Gotszalk nieustannie bronił swoich poglądów, pisząc listy w wyjaśnieniami do wiodących myślicieli tamtych czasów. Stanowisko wobec jego nauki podzieliło środowisko teologów, z których Prudencjusz z Troyes, Lupus z Ferrières, Florus z Lyonu i inni stanęli w jego obronie. Stanowisko Gotszalka dyskutowano na synodach w Kiersy (853), Walencji (855) i Savonnires (859). Ostatecznie, Gotszalk miał bronić swych poglądów przed papieżem Mikołajem I, jednak zachorował ciężko. Odmówiono mu pogrzebu w poświęconej ziemi, jeśli przed śmiercią nie odwoła swych poglądów. Gotszalk nie przystał na to i zmarł jako heretyk.

## Wpływ
Jan Szkot Eriugena napisał traktat De preadestinatione, w którym zawarł ostrą i stanowczą krytykę poglądów Gotszalka.